# Bijie
Bijie is een prefectuur in het noordwesten van de zuidelijke provincie Guizhou, Volksrepubliek China.

## Indeling
- Stad Bijie - 毕节市 Bìjié Shì ;
- District Dafang - 大方县 Dàfāng Xiàn ;
- District Qianxi - 黔西县 Qiánxī Xiàn ;
- District Jinsha - 金沙县 Jīnshā Xiàn ;
- District Zhijin - 织金县 Zhījīn Xiàn ;
- District Nayong - 纳雍县 Nàyōng Xiàn ;
- District Hezhang - 赫章县 Hèzhāng Xiàn ;
- Zelfstandig district Weining van Yi, Hui en Miao - 威宁彝族回族苗族自治县 Wēiníng yízú huízú Miáozú Zìzhìxiàn.